# Stethaulax simulans
Stethaulax simulans är en insektsart som först beskrevs av Philip Reese Uhler 1876.  Stethaulax simulans ingår i släktet Stethaulax och familjen sköldskinnbaggar. Inga underarter finns listade i Catalogue of Life.